# Gmina Łobżenica
Die Gmina Łobżenica ist eine Stadt-und-Land-Gemeinde im Powiat Pilski der Woiwodschaft Großpolen in Polen. Ihr Sitz ist die gleichnamige Stadt (deutsch Lobsens) mit etwa 2950 Einwohnern.

## Geographie

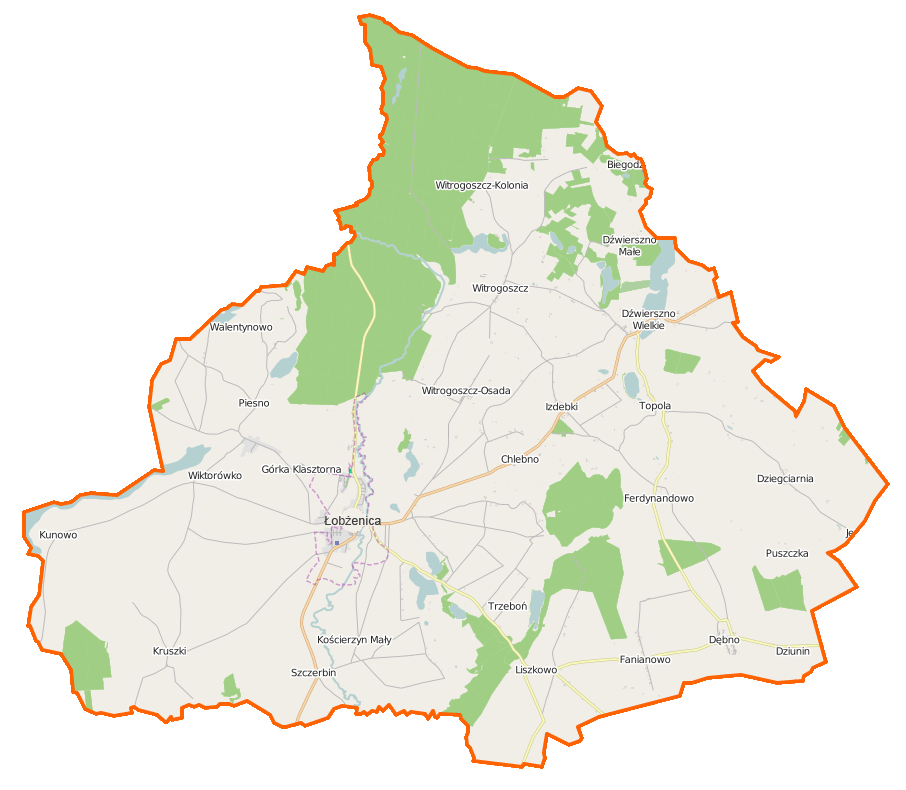
Karte der Gemeinde

Die Gemeinde liegt im Nordosten der Woiwodschaft in der historischen Krajna und grenzt im Norden, Osten und Südosten an die Woiwodschaft Kujawien-Pommern. Die Kreisstadt Piła (Schneidemühl) liegt etwa 25 Kilometer südwestlich, Bydgoszcz (Bromberg) 40 Kilometer südöstlich und Posen 90 Kilometer südlich. Nachbargemeinden sind die Gemeinden Więcbork im Norden, Mrocza und Sadki im Osten und Südosten – alle in der Woiwodschaft Kujawien-Pommern gelegen, Wysoka im Südwesten sowie Złotów im Westen und Nordwesten.
Die 76 Kilometer lange Łobżonka (Lobsonka) durchzieht das Gemeindegebiet von Nord nach Süd und begrenzt den Hauptort im Osten. Auf dem Gemeindegebiet liegt eine Vielzahl kleinerer Seen. Der größte ist der etwa 275 Hektar große Jezioro Sławianowskie Wielkie, der im Westen einen Teil der Gemeindegrenze bildet. Einer der weiteren Seen ist der 108 Hektar große Jezioro Stryjewo im Nordosten.
Die Gemeinde hat eine Fläche von 190,68 km², von der 70 Prozent land- und 19 Prozent forstwirtschaftlich genutzt werden.

## Geschichte
Das heutige Gemeindegebiet gehörte unterbrochen durch die deutsche Besatzungszeit im Zweiten Weltkrieg von 1920 bis 1938 zur Woiwodschaft Posen, 1938–1939 und 1945–1950 zur Woiwodschaft Pommern mit unterschiedlichen Zuschnitt. – Die deutsche Minderheit wurde nach dem Weltkrieg vertrieben.
Im Jahr 1950 kam das Gemeindegebiet zur Woiwodschaft Bydgoszcz und von 1975 bis 1998 zur Woiwodschaft Piła. Der seit 1920 bestehende Powiat Wyrzyski wurde 1975 aufgelöst. Die Landgemeinde Łobżenicak wurde nach 1954 in verschiedene Gromadas umgewandelt und zum 1. Januar 1973 neu geschaffen. Stadt- und Landgemeinde Łobżenicak wurden 1990/1991 zur Stadt-und-Land-Gemeinde zusammengelegt. Diese gehört seit 1999 zur Woiwodschaft Großpolen und zum Powiat Pilski.

## Gliederung
Zur Stadt-und-Land-Gemeinde (gmina miejsko-wiejska) Łobżenic mit 9468 Einwohnern (Stand 31. Dezember 2020) gehören die Stadt selbst und 23 Dörfer mit Schulzenämtern (sołectwa).
Schulzenämter sind (deutsche Namen, amtlich bis 1945):
- Chlebno (Eberspark)
- Dębno (Dembno)
- Dziegciarnia (Saxaren)
- Dźwierszno Małe (Klein Dreidorf)
- Dźwierszno Wielkie (Groß Dreidorf)
- Fanianowo (Adolfsdorf)
- Ferdynandowo (Ferdinandshof)
- Izdebki (Eichenrode)
- Kościerzyn Mały (Schönfelde), 1939–1945 Schönfelde, Kr. Wirsitz[5]
- Kruszki (Schönrode)
- Kunowo (Kunau)
- Liszkowo (Liszkowo, im 20. Jahrhundert umbenannt in Witzleben)
- Luchowo (Luchowo, 1942–1945 Buchen, Kr. Wirsitz)[4]
- Piesno (Piesno, 1942–1945 Liedertal)[3]
- Rataje (Rattey)
- Szczerbin (Szczerbin, 1939–1942 Scherbin, 1942–1945 Scherben)[3]
- Topola (Topolla, 1942–1945 Töppeln, Kr. Wirsitz)[4]
- Trzeboń (Ferguson)
- Walentynowo (Valentinowo, 1942–1945 Feltendorf)[3]
- Wiktorówko (Viktorsau)
- Witrogoszcz (Güntergost)
- Witrogoszcz-Kolonia (-Kolonie)
- Witrogoszcz-Osada (-Siedlung)

Weitere Ortschaften der Gemeinde sind:
- Biegodzin (Begedzin)
- Dziunin
- Józefinowo
- Łobżonka
- Młynowo
- Nowina
- Puszczka
- Stebionek
- Zawada
- Zdroje

## Persönlichkeiten
- Job von Witzleben (1783–1837), preußischer Staats- und Kriegsminister, Herr auf Liszkowo (Witzleben)
- Erik von Witzleben (1884–1958), Besitzer des Guts Witzleben/Liszkowo, Bundessprecher der Landsmannschaft Westpreußen.